# Michèle Barzach
Michèle Barzach, née le 11 juillet 1943 à Casablanca (Maroc), est une gynécologue, psychanalyste et femme politique française.
Elle est ministre de la Santé et de la Famille dans le second gouvernement Chirac, de 1986 à 1988. Elle est présidente d'UNICEF France de 2012 à 2015.

## Biographie

### Origines et études
Michèle Barzach naît le 11 juillet 1943 à Casablanca, dans une famille juive d'Afrique du Nord.
Elle effectue ses études secondaires à Casablanca (Maroc) puis ses études médicales à la faculté de médecine de Paris[réf. nécessaire].
De 1970 à 1986, elle est gynécologue et psychanalyste à Paris.

### Parcours politique
Michèle Barzach milite dix années au RPR avant d'être lancée par Jacques Toubon.

#### 1986-1988: ministre de la Santé
Elle devient ministre de la Santé et de la Famille en 1986, nommée par Jacques Chirac. Dans les faits, elle est ministre déléguée sous l'autorité du ministre des Affaires sociales Philippe Séguin. Elle est en poste du 20 mars 1986 au 10 mai 1988.
Le 6 mai 1986, soit une semaine après la catastrophe de Tchernobyl et le passage du nuage radioactif sur la France et le Benelux, la voix du gouvernement portée par Michèle Barzach, alors ministre de la Santé, juge que le nuage de Tchernobyl n'a pas contaminé la France et qu'il n'y a aucune précaution particulière à prendre liée à la santé publique.
Sur le plan de la sécurité des naissances, elle entame un processus de concentration des maternités dans une circulaire signée en 1988.

##### Sida
Michèle Barzach est la première ministre à prendre conscience de la nécessité d'entamer une politique publique pour contrer la maladie du sida et à s'engager concrètement sur le sujet,,,.
La même année, s'opposant à la plupart des membres de son camp, elle souhaite faire la promotion du seul dispositif capable d'éviter la contamination au VIH, le préservatif, et pour cela, doit faire voter une loi. En effet, la publicité pour le préservatif est interdite depuis longtemps car il est considéré comme un anticonceptionnel. La loi votée, elle lance alors une campagne d'information sur le préservatif et en fait autoriser la publicité à la télévision,.
Un an plus tard, le 13 mai 1987, elle signe un décret qui autorise la vente libre de seringues en pharmacie, mesure qui permettra une limitation de la contamination des toxicomanes par différents virus, notamment le VIH et le virus de l'hépatite C, et signera le début d'une politique de réduction des risques en cette matière, en opposition à la loi de 1970 sur les drogues.

### Carrière politique après 1988
En 1988, elle est élue députée à Paris, puis adjointe au maire de Paris Jacques Chirac en 1989, et députée européenne par la suite. En 1989 se forme un groupe dit des « Rénovateurs », qui se propose de réunir UDF et RPR, sous l'impulsion de Michel Noir et François Léotard. Jacques Chirac, dont elle était très proche, s'estime trahi et elle est exclue de la direction du parti après avoir été candidate au comité directeur du RPR. Elle perd aussi sa fonction d'adjointe à la mairie de Paris et son mandat de députée,,,,,. Elle échoue aux élections régionales de 1992 à Orléans face à Antoine Carré.

### Carrière internationale

#### Unicef
Elle est membre du conseil d'administration de l'association « Amis du fonds mondial Europe », après en avoir été la présidente jusqu'en 2013, qui vise à promouvoir les actions du Fonds mondial de lutte contre le sida, la tuberculose et le paludisme.
Le 5 juin 2012, elle est élue à la tête de UNICEF France. Elle reste en poste jusqu'au 23 juin 2015,.

## Implication dans l'affaire Matzneff
Le 31 mars 2020, le New York Times relaie les propos d'une victime de Gabriel Matzneff, Francesca Gee, trois mois après la sortie du livre Le Consentement de Vanessa Springora. Michèle Barzach est mentionnée comme ayant été la gynécologue chez qui Matzneff emmenait ses jeunes victimes afin que la pilule leur soit prescrite, et ce alors que la loi interdisait à ce moment la prescription de contraceptifs à des mineurs sans l'accord des parents. Par ailleurs, dans Élie et Phaéton, Matzneff cite le nom de la gynécologue qui, selon lui, « à aucun moment n’a cru devoir faire la morale à ce monsieur de 37 ans et à sa maîtresse de 15 ». Elle est entendue à ce sujet les 2 mars et 28 avril 2020 par les policiers de l’Office central pour la répression des violences aux personnes (OCRVP) à Nanterre.

## Décoration
- Officière de la Légion d'honneur, décorée le 14 juillet 2008 par Nicolas Sarkozy[25].

## Ouvrages publiés
- Je t'aime, Je ne t'aime pas (créativité, spontanéité et poésie collective), avec G.C. Rapaille Paris, éditions Universitaires, 1974.
- Le Paravent des égoïsmes, Odile Jacob, 1989.
- Vérités et tabous, Éditions du Seuil, 1994.